# Ozark (Arkansas)
Ozark is een plaats (city) in de Amerikaanse staat Arkansas en valt bestuurlijk onder Franklin County.

## Demografie
Bij de volkstelling in 2000 werd het aantal inwoners vastgesteld op 3525.
In 2006 is het aantal inwoners door het United States Census Bureau geschat op 3577, een stijging van 52 (1.5%).

## Geografie
Volgens het United States Census Bureau beslaat de plaats een oppervlakte van
18,7 km², waarvan 18,6 km² land en 0,1 km² water. Ozark ligt op ongeveer 139 m boven zeeniveau.

## Plaatsen in de nabije omgeving
De onderstaande figuur toont nabijgelegen plaatsen in een straal van 24 km rond Ozark.

## Geboren
- Roy Buchanan (1939-1988), bluesrockgitarist